# Camarões nos Jogos Olímpicos de Verão de 2008
Camarões competiu nos Jogos Olímpicos de Verão de 2008, em Pequim, na China.

## Medalhas
| Atleta                 | Esporte   | Evento                | Medalha |
| ---------------------- | --------- | --------------------- | ------- |
| Françoise Mbango Etone | Atletismo | Salto triplo feminino | Ouro    |

## Desempenho

### Atletismo
Masculino
| Atleta             | Evento       | Preliminares | Preliminares | Final       | Final       |
| Atleta             | Evento       | Marca        | Posição      | Marca       | Posição     |
| ------------------ | ------------ | ------------ | ------------ | ----------- | ----------- |
| Hugo Mamba-Schlick | Salto triplo | 16,01m       | 15º          | Não avançou | Não avançou |

Feminino
| Atleta                 | Evento               | Preliminares | Preliminares | Quartas | Quartas | Semifinal   | Semifinal   | Final       | Final           |
| Atleta                 | Evento               | Marca        | Posição      | Marca   | Posição | Marca       | Posição     | Marca       | Posição         |
| ---------------------- | -------------------- | ------------ | ------------ | ------- | ------- | ----------- | ----------- | ----------- | --------------- |
| Myriam Léonie Mani     | 100 metros           | 10s50        | 39º          | 10s08   | 34º     | Não avançou | Não avançou | Não avançou | Não avançou     |
| Carole Kaboud Mebam    | 400m com barreiras   | 57s81        | 24º          |         |         | Não avançou | Não avançou | Não avançou | Não avançou     |
| Françoise Mbango Etone | Salto triplo         | 14,50m       | 6º           |         |         |             |             | 15,39m      | Medalha de ouro |
| Georgina Tóth          | Arremesso de martelo | Sem marca    | Sem marca    |         |         |             |             | Não avançou | Não avançou     |

### Boxe
Camarões qualificou três boxeadores para o torneio olímpico de boxe. Joseph Mulema qualificou-se na categoria meio-médio no primeiro torneio qualificatório africano. Thomas Essomba e Smaïla Mahaman qualificaram-se no segundo torneio qualificatório do continente africano.
| Atletas        | Evento                  | Fase de 32             | Oitavas                | Quartas                | Semifinais             | Final                  |
| Atletas        | Evento                  | Adversário e resultado | Adversário e resultado | Adversário e resultado | Adversário e resultado | Adversário e resultado |
| -------------- | ----------------------- | ---------------------- | ---------------------- | ---------------------- | ---------------------- | ---------------------- |
| Thomas Essomba | Peso mosca-ligeiro      | ARM H. Danielyan D 3-9 | Não avançou            | Não avançou            | Não avançou            | Não avançou            |
| Smaïla Mahaman | Peso meio-médio-ligeiro | CUB R. Iglesias D 1-15 | Não avançou            | Não avançou            | Não avançou            | Não avançou            |
| Joseph Mulema  | Peso meio-médio         | CAF B. Bongongo V 17-2 | CHN H. Silamu D 4-9    | Não avançou            | Não avançou            | Não avançou            |

### Futebol
Masculino
| Equipe | Equipe | Fase de grupos                                                    | Fase de grupos | Quartas                | Semifinal              | Final                  | Pos. |
| Equipe | Equipe | Adversário e resultado                                            | Pos.           | Adversário e resultado | Adversário e resultado | Adversário e resultado | Pos. |
| --- | --- | ----------------------------------------------------------------- | -------------- | ---------------------- | ---------------------- | ---------------------- | ---- |
| Amour Patrick Tignyemb Joslain Mayebi Antonio Ghomsi André Bikey Alexandre Song Paul Rolland Bebey Kingué Nicolas Nkoulou Alexis Enam Stéphane Mbia | Georges Mandjeck Franck Songo'o Aurélien Chedjou Serge N'Gal Alain Junior Ollé Ollé Albert Baning Marc Mboua Christian Bekamenga Gustave Bebbe | KOR Coreia do Sul E 1 - 1 HON Honduras V 1 - 0 ITA Itália E 0 - 0 | 2º (gr. D)     | BRA Brasil D 0 - 2     | Não avançou            | Não avançou            | 8º   |

### Halterofilismo
Masculino
| Atleta                | Evento | Arranque (kg) | Arremesso (kg) | Total (kg) | Posição |
| --------------------- | ------ | ------------- | -------------- | ---------- | ------- |
| Brice Vivien Batchaya | -85 kg | 153,0         | 180,0          | 333,0      | 14º     |

### Judô
Masculino
| Atleta          | Evento  | Preliminar                  | Fase de 32               | Fase de 16             | Quartas                | Semifinais             | Repescagem             | Repescagem             | Repescagem             | Final                  | Final       |
| Atleta          | Evento  | Preliminar                  | Fase de 32               | Fase de 16             | Quartas                | Semifinais             | 1ª fase                | Quartas                | Semifinais             | Final                  | Final       |
| Atleta          | Evento  | Adversário e resultado      | Adversário e resultado   | Adversário e resultado | Adversário e resultado | Adversário e resultado | Adversário e resultado | Adversário e resultado | Adversário e resultado | Adversário e resultado | Pos.        |
| --------------- | ------- | --------------------------- | ------------------------ | ---------------------- | ---------------------- | ---------------------- | ---------------------- | ---------------------- | ---------------------- | ---------------------- | ----------- |
| Franck Moussima | −100 kg | MEX A. Martínez V 0100-0001 | HUN D. Hadfi D 0010-1002 | Não avançou            | Não avançou            | Não avançou            | Não avançou            | Não avançou            | Não avançou            | Não avançou            | Não avançou |

### Lutas
Livre feminino
| Atleta            | Evento | Oitavas de final            | Quartas de final       | Semifinal              | Repescagem 1ª rodada   | Repescagem 2ª rodada   | Final                  |
| Atleta            | Evento | Adversário e resultado      | Adversário e resultado | Adversário e resultado | Adversário e resultado | Adversário e resultado | Adversário e resultado |
| ----------------- | ------ | --------------------------- | ---------------------- | ---------------------- | ---------------------- | ---------------------- | ---------------------- |
| Ali Annabel Laure | -72 kg | POL A. Wieszczek D 0-1, 0-6 | Não avançou            | Não avançou            | Não avançou            | Não avançou            | Não avançou            |

### Natação
Masculino
| Atleta(s)          | Evento     | Eliminatórias | Eliminatórias | Semifinal   | Semifinal   | Final       | Final       |
| Atleta(s)          | Evento     | Tempo         | Posição       | Tempo       | Posição     | Tempo       | Posição     |
| ------------------ | ---------- | ------------- | ------------- | ----------- | ----------- | ----------- | ----------- |
| Alain Tobe Brigion | 50 m livre | 24s53         | 61º           | Não avançou | Não avançou | Não avançou | Não avançou |

Feminino
| Atleta(s)                 | Evento     | Eliminatórias | Eliminatórias | Semifinal   | Semifinal   | Final       | Final       |
| Atleta(s)                 | Evento     | Tempo         | Posição       | Tempo       | Posição     | Tempo       | Posição     |
| ------------------------- | ---------- | ------------- | ------------- | ----------- | ----------- | ----------- | ----------- |
| Antoinette Guedia Mouaffo | 50 m livre | 33s59         | 83º           | Não avançou | Não avançou | Não avançou | Não avançou |

### Remo
Masculino
| Equipe            | Evento        | Eliminatórias | Eliminatórias | Repescagem | Repescagem | Quartas | Quartas | Semifinal | Semifinal | Final   | Final    |
| Equipe            | Evento        | Tempo         | Posição       | Tempo      | Posição    | Tempo   | Posição | Tempo     | Posição   | Tempo   | Posição  |
| ----------------- | ------------- | ------------- | ------------- | ---------- | ---------- | ------- | ------- | --------- | --------- | ------- | -------- |
| Paul Etia Ndoumbe | Skiff simples | 7m59s26       | 5º SE/F       |            |            |         |         | 7m29s98   | 3º FE     | 7m21s34 | 5º (28º) |

### Tênis de mesa
Feminino
| Atleta(s)             | Evento     | Preliminar                                 | 1ª etapa               | 2ª etapa               | 3ª etapa               | 4ª etapa               | Quartas                | Semifinais             | Final                  |
| Atleta(s)             | Evento     | Adversário e resultado                     | Adversário e resultado | Adversário e resultado | Adversário e resultado | Adversário e resultado | Adversário e resultado | Adversário e resultado | Adversário e resultado |
| --------------------- | ---------- | ------------------------------------------ | ---------------------- | ---------------------- | ---------------------- | ---------------------- | ---------------------- | ---------------------- | ---------------------- |
| Victorine Fomun Angum | Individual | DOM Lian Q. D 0-4 (3-11, 1-11, 6-11, 5-11) | Não avançou            | Não avançou            | Não avançou            | Não avançou            | Não avançou            | Não avançou            | Não avançou            |

### Remo
| S | Classificado(a) para as semifinais |    |                        | FA | Final A (disputa de medalhas) |  |  | FD | Final D (sem medalhas) |
| Q | Classificado(a) para as quartas    | FB | Final B (sem medalhas) | FE | Final E (sem medalhas)        |  |  |    |                        |
| R | Classificado(a) para a repescagem  | FC | Final C (sem medalhas) | FF | Final F (sem medalhas)        |  |  |    |                        |